# Actinodaphne tsaii
Actinodaphne tsaii är en lagerväxtart som beskrevs av Hu Hsien-Hsu. Actinodaphne tsaii ingår i släktet Actinodaphne och familjen lagerväxter. Inga underarter finns listade i Catalogue of Life.